# HD 65551
HD 65551，又名CD-43 3766，SAO 219197、HR 3116，是一颗恒星，视星等为5.09，位于銀經258.9，銀緯-7.83，其B1900.0坐标为赤經7h 54m 4s，赤緯-43° -7.83′ 27″。